# Miguel Langón
Miguel Ángel Langón Cuñarro (Montevideo, Uruguay, 31 de diciembre de 1943 - Montevideo, Uruguay, 24 de marzo de 2018) fue un magistrado uruguayo, quien se desempeñó como Procurador del Estado en lo Contencioso Administrativo entre 1999 y 2009. Fue asimismo un destacado especialista en Derecho penal y criminología.

## Primeros años
Nació en Montevideo el 31 de diciembre de 1943,hijo de Luis Alfredo Langón Dieux y de María Inés Cuñarro Sagarra.
Cursó estudios en la Facultad de Derecho de la Universidad de la República, donde obtuvo el título de abogado en 1971.

## Juez de Paz en el interior
En febrero de 1974 ingresó a la magistratura como Juez de Paz de la tercera sección judicial de Colonia, con sede en la ciudad de Rosario.

## Fiscal Letrado en el interior
Solo dos meses después, en abril de 1974, abandonó el Poder Judicial e ingresó al Ministerio Público al ser nombrado Fiscal Letrado de Rivera.
En abril de 1976 fue trasladado a la Fiscalía Letrada de Río Negro.

## Fiscal Letrado en la capital
En julio de 1977 fue ascendido a cumplir funciones en Montevideo, inicialmente como Fiscal Letrado Suplente.
En marzo de 1978 fue nombrado Fiscal del Crimen de Cuarto Turno,cargo en el que permaneció durante más de veinte años.
En marzo de 1997, habiendo quedado vacante el cargo de Fiscal de Corte y Procurador General de la Nación a causa del retiro por límite de edad de Rafael Robatto, el gobierno de Julio María Sanguinetti propuso a Langón en su reemplazo.Sin embargo, su candidatura no reunió los apoyos necesarios para obtener la venia de la Cámara de Senadores, por lo que finalmente el Poder Ejecutivo desistió de la misma y optó por Oscar Peri Valdez, quien fue en cambio aprobado y asumió el cargo.

## Procurador del Estado en lo Contencioso Administrativo
El 24 de febrero de 1999 fue designado Procurador del Estado en lo Contencioso Administrativo,en reemplazo de Eduardo Piaggio Soto que había cesado por alcanzar el límite de edad.
Langón permaneció como Procurador hasta febrero de 2009, cuando cesó en su cargo al completar los diez años en el mismo, plazo máximo para su ejercicio conforme lo dispuesto por la Constitución, que se remite respecto de las condiciones para ocuparlo a las determinadas para los miembros del Tribunal de lo Contencioso Administrativo, que a su vez se regulan por lo previsto para los integrantes de la Suprema Corte de Justicia.
Fue sucedido por Gualberto Pérez Riestra.

## Actividad académica y obra jurídica
Fue docente de Derecho Penal en la Facultad de Derecho de la Universidad de la República a partir de 1971, alcanzando el grado de catedrático en 1993. Entre ese año y 2003 fue director del Instituto Uruguayo de Derecho Penal. 
Se desempeñó también como catedrático de Derecho Penal en la Universidad de Montevideo y en la Universidad de la Empresa.
Asimismo, fue profesor de Criminología en la UDELAR y fundó y presidió el Centro de Investigaciones y Estudios Criminológicos del Uruguay.
Langón fue un reconocido especialista en Derecho Penal y autor de una vasta obra jurídica ampliamente utilizada en el ámbito académico y forense de su país.

## Fallecimiento
Miguel Langón falleció en Montevideo el 24 de marzo de 2018, a los 74 años de edad.